# Region Oststeiermark (Diözese Graz-Seckau)
Die Region Oststeiermark ist eine von acht Regionen der Diözese Graz-Seckau. 2021 wurden die bisherigen Dekanate aufgelöst und die Pfarren den neu entstandenen Seelsorgeräumen und Regionen zugeteilt.

## Seelsorgeraum Gleisdorf
| Pfarre                      | Patrozinium      | Kirchengebäude | Bild                        |
| --------------------------- | ---------------- | --- | --------------------------- |
| Gleisdorf                   | Hl. Laurentius   | Stadtpfarrkirche Gleisdorf Ehem. Piaristen-Klosterkirche Mariä Reinigung, Messkapelle Maria Schutz in Perlegg, Messkapelle Maria Hilf in Nitscha, Messkapelle Zur Unbefleckten Empfängnis im Pensionistenheim Gleisdorf | Stadtpfarrkirche Gleisdorf  |
| Hartmannsdorf               | Hl. Radegundis   | Pfarrkirche Hartmannsdorf Messkapelle Hl. Familie bei den Schulschwestern, Messkapelle hl. Ulrich in Ulrichsbrunn | Pfarrkirche Hartmannsdorf   |
| Sinabelkirchen              | Hl. Bartholomäus | Pfarrkirche Sinabelkirchen Kirche St. Oswald in Gnies, Messkapelle Maria mit dem Kinde in Unterrettenbach | Pfarrkirche Sinabelkirchen  |
| St. Margarethen an der Raab | Hl. Margareta    | Pfarrkirche St. Margarethen an der Raab Katholikentags-Gedächtniskapelle auf dem Zöbingberg | Pfarrkirche St. Margarethen |
| St. Ruprecht an der Raab    | Hl. Rupert       | Pfarrkirche St. Ruprecht Kalvarienbergkirche Breitegg, Messkapelle „Kreuzerhöhung“ in Mitterdorf | Pfarrkirche Sankt Ruprecht  |

## Seelsorgeraum Hartberg
| Pfarre                            | Patrozinium             | Kirchengebäude                                             | Bild                              |
| --------------------------------- | ----------------------- | ---------------------------------------------------------- | --------------------------------- |
| Hauptpfarre Hartberg              | Hl. Martin              | Stadtpfarrkirche Hartberg                                  | Stadtpfarrkirche Hartberg         |
| Krankenhausseelsorge LKH Hartberg |                         |                                                            |                                   |
| Ebersdorf (Steiermark)            | Hl. Andreas             | Pfarrkirche Ebersdorf (Steiermark)                         | Pfarrkirche Ebersdorf             |
| Grafendorf bei Hartberg           | Hl. Michael             | Pfarrkirche Grafendorf bei Hartberg Filialkirche Pongrazen | Pfarrkirche Grafenberg            |
| Kaindorf                          | Hl. Jakobus der Ältere  | Pfarrkirche Kaindorf                                       | Pfarrkirche Kaindorf              |
| Neudau                            | Hl. Andreas             | Pfarrkirche Neudau                                         | Pfarrkirche Neudau                |
| Pöllau                            | Hl. Vitus               | Pfarrkirche Pöllau (ehem. Stiftskirche)                    | Stiftskirche Pöllau               |
| Pöllauberg                        | Hl. Maria               | Maria Pöllauberg, Pfarr- und Wallfahrtskirche              | Wallfahrtskirche Maria Pöllauberg |
| Sankt Johann in der Haide         | Hl. Johannes der Täufer | Pfarrkirche Sankt Johann                                   | Pfarrkirche St. Johann            |
| Sankt Magdalena bei Hartberg      | Hl. Magdalena           | Pfarrkirche Sankt Magdalena                                | Pfarrkirche St. Magdalena         |
| Unterrohr                         | Hl. Florian             | Pfarrkirche Unterrohr                                      | Pfarrkirche Unterrohr             |
| Wörth an der Lafnitz              | Hl. Georg               | Pfarrkirche Wörth an der Lafnitz                           | Pfarrkirche Wörth                 |

## Seelsorgeraum Oberes Feistritztal
| Pfarre     | Patrozinium             | Kirchengebäude | Bild                     |
| ---------- | ----------------------- | --- | ------------------------ |
| Birkfeld   | Hll. Petrus und Paulus  | Pfarrkirche Birkfeld Kapelle hl. Laurentius am Autersberg, Kapelle Maria Königin des Friedens in Waisenegg, Kapelle im Bezirksaltersheim | Pfarrkirche Birkfeld     |
| Fischbach  | Hl. Ägidius             | Pfarrkirche Fischbach Kirche Mariä Heimsuchung zu Falkenstein, Kapelle hl. Ägidius in Fischbach                                          | Pfarrkirche Fischbach    |
| Gasen      | Hl. Oswald              | Pfarrkirche Gasen | Pfarrkirche Gasen        |
| Haustein   | Hl. Katharina           | Pfarrkirche St. Kathrein am Hauenstein                                                                                                   | Pfarrkirche St. Kathrein |
| Koglhof    | Mariä Heimsuchung       | Pfarrkirche Koglhof Kirche St. Georgen am Gasenbach                                                                                      | Pfarrkirche Koglhof      |
| Miesenbach | Hl. Kunigunde           | Pfarrkirche Miesenbach bei Birkfeld Bründlkapelle                                                                                        | Pfarrkirche Miesenbach   |
| Ratten     | Hl. Nikolaus            | Pfarrkirche Ratten Rosenkranzkapelle | Pfarrkirche Ratten       |
| Rettenegg  | Hl. Florian             | Pfarrkirche Rettenegg Kapelle hl. Klemens in Feistritzwald                                                                               | Pfarrkirche Rettenegg    |
| Strallegg  | Hl. Johannes der Täufer | Pfarrkirche Strallegg | Pfarrkirche Strallegg    |

## Seelsorgeraum Kulm
| Pfarre                       | Patrozinium             | Kirchengebäude | Bild                      |
| ---------------------------- | ----------------------- | --- | ------------------------- |
| Hauptpfarre Pischelsdorf     | Hll. Petrus und Paulus  | Pfarrkirche Pischelsdorf am Kulm Kirche hl. Johannes Nepomuk im Friedhof, Messkapelle Hl. Familie in Prebensdorf, Messkapelle Schmerzhafte Mutter in Hirnsdorf, Messkapelle Hl. Kreuz in Kulming, Messkapelle Maria Schutz in Gersdorf an der Feistritz, Messkapelle Hl. Dreifaltigkeit in Neudorf | Pfarrkirche Pischelsdorf  |
| Großsteinbach                | Hl. Magdalena           | Pfarrkirche Großsteinbach Kirche Hll. Rochus und Sebastian in Blaindorf, Kirche Schmerzhafte Mutter in Auffen, Messkapelle hl. Johannes Nepomuk in Großhartmannsdorf | Pfarrkirche Großsteinbach |
| Sankt Johann bei Herberstein | Hl. Johannes der Täufer | Pfarrkirche St. Johann bei Herberstein Filialkirche Maria Fieberbründl, Oratorium Verkündigung des Herrn im Priorat der Benediktinerinnen von der hl. Lioba, Messkapelle Schmerzhafte Mutter am Heiligen Grab, Rosalienkapelle, Messkapelle St. Georg im Schloss Herberstein                       | Pfarrkirche Sankt Johann  |
| Stubenberg                   | Hl. Nikolaus            | Pfarrkirche Stubenberg Messkapelle St. Paulus’ Bekehrung in der Bundessportschule Schielleiten | Pfarrkirche Stubenberg    |

## Seelsorgeraum Thermenland
| Pfarre                                                             | Patrozinium                                   | Kirchengebäude | Bild                        |
| ------------------------------------------------------------------ | --------------------------------------------- | --- | --------------------------- |
| Hauptpfarre Bad Waltersdorf                                        | Hl. Margareta                                 | Pfarrkirche Bad Waltersdorf Maria Hilf in Hohenbrugg, Hl. Kreuz in Geiseldorf, Dorfkapelle Haller, Dorfkapelle Sebersdorfberg, Dorfkapelle Oberlimbach, Dorfkapelle Lichtenwald, Kapelle im Schloss Obermayerhofen | Pfarrkirche Bad Waltersdorf |
| Krankenhausseelsorge LKH Feldbach-Fürstenfeld Standort Fürstenfeld |                                               | |                             |
| Altenmarkt bei Fürstenfeld                                         | Hl. Donatus                                   | Pfarrkirche Altenmarkt bei Fürstenfeld | Pfarrkirche Altenmarkt      |
| Bad Blumau                                                         | Hl. Sebastian                                 | Pfarrkirche Bad Blumau | Pfarrkirche Bad Blumau      |
| Bad Loipersdorf                                                    | Hl. Florian                                   | Pfarrkirche Bad Loipersdorf | Pfarrkirche Bad Loipersdorf |
| Burgau                                                             | Mariä Geburt                                  | Pfarrkirche Burgau | Pfarrkirche Burgau          |
| Fürstenfeld                                                        | Hl. Johannes der Täufer                       | Pfarrkirche Fürstenfeld | Pfarrkirche Fürstenfeld     |
| Großwilfersdorf                                                    | Hlgst. Dreifaltigkeit, Dreifaltigkeitssonntag | Pfarrkirche Großwilfersdorf | Pfarrkirche Großwilfersdorf |
| Hainersdorf                                                        | Hl. Georg                                     | Pfarrkirche Hainersdorf | Pfarrkirche Hainersdorf     |
| Ilz                                                                | Hl. Jakobus der Ältere                        | Pfarrkirche Ilz | Pfarrkirche Ilz             |
| Ottendorf an der Rittschein                                        | Hl. Helena                                    | Pfarrkirche Ottendorf an der Rittschein Messkapelle Maria Königin in Ziegenberg | Pfarrkirche Waltersdorf     |
| Söchau                                                             | Hl. Vitus                                     | Pfarrkirche Söchau Filialkirche Übersbach | Pfarrkirche Söchau          |

## Seelsorgeraum Vorau
| Pfarre                         | Patrozinium               | Kirchengebäude                                                                           | Bild                          |
| ------------------------------ | ------------------------- | ---------------------------------------------------------------------------------------- | ----------------------------- |
| Krankenhausseelsorge MKH Vorau |                           |                                                                                          |                               |
| Dechantskirchen                | Hl. Stefan                | Pfarrkirche Dechantskirchen                                                              | Pfarrkirche Dechantskirchen   |
| Eichberg                       | Hl. Johannes der Täufer   | Pfarrkirche Eichberg                                                                     |                               |
| Festenburg                     | Hl. Katharina             | Schlosspfarrkirche hl. Katharina                                                         | Schlosspfarrkirche Festenburg |
| Friedberg                      | Hl. Jakobus der Ältere    | Stadtpfarrkirche Friedberg                                                               | Stadtpfarrkirche Friedberg    |
| Mönichwald                     | Hll. Petrus und Paulus    | Pfarrkirche Mönichwald                                                                   | Pfarrkirche Mönichwald        |
| Pinggau                        | Schmerzhafte Muttergottes | Pfarrkirche Pinggau                                                                      | Pfarrkirche Pinggau           |
| Rohrbach an der Lafnitz        | Hl. Josef                 | Pfarrkirche Rohrbach an der Lafnitz                                                      |                               |
| Schäffern                      | Hll. Petrus und Paulus    | Pfarrkirche Schäffern                                                                    | Pfarrkirche Schäffern         |
| Sankt Jakob im Walde           | Hl. Jakobus der Ältere    | Pfarrkirche Sankt Jakob                                                                  | Pfarrkirche St. Jakob         |
| Sankt Lorenzen am Wechsel      | Hl. Laurentius            | Pfarrkirche St. Lorenzen am Wechsel                                                      | Pfarrkirche St. Lorenzen      |
| Vorau                          | Hl. Thomas                | Stiftskirche Vorau bis 1783 Pfarrkirche, dann Filialkirche Marktkirche Vorau hl. Ädydius | Stiftskirche Vorau            |
| Waldbach                       | Hl. Georg                 | Pfarrkirche Waldbach                                                                     | Pfarrkirche Waldbach          |
| Wenigzell                      | Hl. Margareta             | Pfarrkirche Wenigzell                                                                    | Pfarrkirche Wenigzell         |

## Seelsorgeraum Weiz
| Ort                           | Patrozinium               | Kirchengebäude | Bild                       |
| ----------------------------- | ------------------------- | --- | -------------------------- |
| Krankenhausseelsorge LKH Weiz |                           | |                            |
| Anger (Steiermark)            | Hl. Andreas               | Pfarrkirche Anger (Steiermark)                                                                                           | Pfarrkirche Anger          |
| Arzberg                       | Hl. Jakobus der Ältere    | Pfarrkirche Arzberg | Pfarrkirche Arzberg        |
| Fladnitz an der Teichalpe     | Hl. Nikolaus              | Pfarrkirche Fladnitz an der Teichalm                                                                                     | Pfarrkirche Fladnitz       |
| Gutenberg an der Raabklamm    | Hlgst. Dreifaltigkeit     | Pfarrkirche Gutenberg an der Raabklamm Loreto-Kirche Gutenberg an der Raabklamm, Kapelle im Schloss Gutenberg            | Pfarrkirche Gutenberg      |
| Heilbrunn                     | Mariä Heimsuchung         | Wallfahrtskirche Maria Heilbrunn                                                                                         | Wallfahrtskirche Heinbrunn |
| Passail                       | Hl. Vitus                 | Pfarrkirche Passail Filialkirche hl. Anna am Lindenberg                                                                  | Pfarrkirche Passail        |
| Puch bei Weiz                 | Hl. Oswald                | Pfarrkirche Puch bei Weiz Filialkirche Maria Brunn am Kulm                                                               | Pfarrkirche Puch           |
| Sankt Kathrein am Offenegg    | Hl. Katharina             | Pfarrkirche St. Kathrein am Offenegg                                                                                     | Pfarrkirche St. Kathrein   |
| Weiz                          | Schmerzhafte Muttergottes | Pfarrkirche Schmerzhafte Maria auf dem Weizberg Kuratbenefizium am Tabor in Weiz (Taborkirche hl. Thomas von Canterbury) | Weizbergkirche bei Weiz    |